# Françoise Benoît-Fresco
Françoise Benoît-Fresco ist eine Szenenbildnerin.

## Leben
Benoît-Fresco begann ihre Karriere im Filmstab 1985 als Szenenbildassistentin bei Terry Gilliams Schwarzen Komödie Brazil. Im gleichen Jahr arbeitete sie bei Claude Chabrols Kriminalfilm Hühnchen in Essig erstmals als Szenenbildnerin. Hieraus entwickelte sich eine langjährige Zusammenarbeit; bis 2009 arbeitete sie an zwölf dessen Filmen, darunter Eine Frauensache, Betty und Die Farbe der Lüge, sowie dessen Fernsehserie Inspektor Lavardin mit. Daneben war sie auch für andere prominente Regisseure wie Luc Besson und Brian De Palma tätig.
Für Roland Joffés Vatel war sie gemeinsam mit Jean Rabasse 2001 für den Oscar in der Kategorie Bestes Szenenbild nominiert, die Auszeichnung ging in diesem Jahr jedoch an Tiger and Dragon.

## Filmografie (Auswahl)
- 1985: Brazil
- 1985: Hühnchen in Essig (Poulet au vinaigre)
- 1987: Masken (Masques)
- 1988: Eine Frauensache (Une affaire de femmes)
- 1989: Cyrano de Bergerac
- 1992: Betty
- 1994: Léon – Der Profi (Léon)
- 1995: Der Husar auf dem Dach (Le Hussard sur le toit)
- 1995: Total Eclipse – Die Affäre von Rimbaud und Verlaine (Total Eclipse)
- 1997: Le Cousin – Gefährliches Wissen (Le Cousin)
- 1999: Die Farbe der Lüge (Au cœur du mensonge)
- 2000: Vatel
- 2001: Vidocq
- 2002: Femme Fatale
- 2003: Die Blume des Bösen (La Fleur du mal)
- 2004: Die Brautjungfer (La Demoiselle d’honneur)
- 2006: Geheime Staatsaffären (L’Ivresse du pouvoir)
- 2007: Die zweigeteilte Frau (La Fille coupée en deux)
- 2009: Kommissar Bellamy (Bellamy)

## Auszeichnungen (Auswahl)
- 2001: Oscar-Nominierung in der Kategorie Bestes Szenenbild für Vatel